# Бардіна Софія Іларіонівна
Софі́я Іларіо́нівна Бардіна́ (1853— †26 квітня 1883) — російська революціонерка-народниця та феміністка. Вчилася в Москві, потім в Цюриху і Женеві. 
В 1874 повернулася в Росію. Працюючи на фабриках, вела пропаганду серед робітників. Брала активну участь у створенні московської народницької групи. 
В 1875 заарештована і 1877 осуджена по «процесу 50-ти». Її промова на суді, сповнена віри в неминучість революції в Росії, мала великий вплив на революційну інтелігенцію. Бардіна була засуджена на 9 років каторги, яку замінено довічним засланням у Сибір. 
У 1880 році Бардіна звідти втекла і згодом виїхала за кордон, де тяжка хвороба привела її до самогубства.